# Rathbunella hypoplecta
Rathbunella hypoplecta és una espècie de peix de la família dels batimastèrids i de l'ordre dels perciformes.

## Descripció
- Fa 16 cm de llargària màxima.[3][4]

## Reproducció
Els mascles custodien els ous.

## Alimentació
Menja invertebrats.

## Hàbitat i distribució geogràfica
És un peix marí, demersal i de clima subtropical (entre 6,1 i 91 m de fondària), el qual viu al Pacífic oriental: les àrees rocalloses i sorrenques costaneres des de prop de San Francisco (Califòrnia, els Estats Units) fins al nord de Baixa Califòrnia (Mèxic).

## Observacions
És inofensiu per als humans.